# Epitoxis albicincta
Epitoxis albicincta är en fjärilsart som beskrevs av George Francis Hampson 1903. Epitoxis albicincta ingår i släktet Epitoxis och familjen björnspinnare. Inga underarter finns listade i Catalogue of Life.